# دورشتن
دورشتن (به لهستانی:  Dursztyn) یک روستا در لهستان است که در گمینا نوو تارگ واقع شده‌است. دورشتن ۴۰۰ نفر جمعیت دارد.